# Atlético Rio Negro Clube (Manaus)
Pour les articles homonymes, voir Atlético Rio Negro Clube.
Maillots
Dernière mise à jour : 1er février 2012.
L'Atlético Rio Negro Clube est un club brésilien de football basé à Manaus dans l'État de l'Amazonas.

## Stade
Le club partage ses matchs à domicile entre le Vivaldão et le Stade municipal Carlos Zamith.

## Palmarès
- Championnat de l'État de l'Amazonas :
  - Champion : 1921, 1927, 1931, 1932, 1938, 1940, 1943, 1962, 1965, 1975, 1982, 1987, 1988, 1989, 1990, 2001
- Championnat de l'État de l'Amazonas B :
  - Champion : 1917, 2008, 2022